# Чигирин (село)
Чигири́н — село Раухівської селищної громади у Березівському районі Одеської області в Україні. Населення становить 224 осіб.

## Населення
Згідно з переписом 1989 року населення села становило 255 осіб, з яких 113 чоловіків та 142 жінки.
За переписом населення 2001 року в селі мешкали 224 особи.

### Мова
Розподіл населення за рідною мовою за даними перепису 2001 року:
| Мова       | Чисельність | Відсоток |
| ---------- | ----------- | -------- |
| українська | 220         | 98,21%   |
| російська  | 4           | 1,79%    |
| Усього     | 224         | 100%     |